# 253
| [ Edytuj tabelę ] | |
| Władca Korei      | - 248 Chungch’ŏn 270                                                                                  |
| Papież            | - 251 Nowacjan 258 - 251 Korneliusz 253 - 253 Lucjusz I 254                                           |
| Król Persji       | - 241 Szapur I 272                                                                                    |
| Cesarz Rzymu      | - 251 Trebonian Gallus 253 - 251 Woluzjan 253 - 253 Emilian 253 - 253 Walerian I 260 - 253 Galien 268 |

Rok 253 / CCLIII
stulecia: II wiek ~
III wiek ~
IV wiek

lata: 243 «
248 «
249 «
250 «
251 «
252 «
253
» 254
» 255
» 256
» 257
» 258
» 263

## Wydarzenia
- 25 czerwca – Lucjusz I został papieżem.
- czerwiec – Emilian ogłoszony cesarzem w opozycji do panującego Treboniana.
- sierpień – Trebonian Gallus zginął zabity pod Interamną.
- październik – Emilian zginął zabity pod Spoletium, gdy armia przeszła na stronę Waleriana.
- Walerian I został zatwierdzony przez Senat cesarzem rzymskim. Galien jego współrządcą.
- Farsanzes został królem krymskiego Bosporu.
- Najazd Franków na rzymską Galię i Hiszpanię.
- Uranius Antoninus odparł najazd Persów na Emesę.
- Wznowienie prześladowań chrześcijan w Rzymie za panowania Waleriana.

## Zmarli
- Babylas, patriarcha Antiochii.
- Emilian, cesarz rzymski (ur. ≈210).
- Korneliusz, papież.
- Trebonian Gallus, cesarz rzymski (ur. 206).
- Woluzjan, współrządca Treboniana (ur. ≈230).